# Cardamine subumbellata
Cardamine subumbellata är en korsblommig växtart som beskrevs av Joseph Dalton Hooker och John Smith. Cardamine subumbellata ingår i släktet bräsmor, och familjen korsblommiga växter. Inga underarter finns listade i Catalogue of Life.